# The United States of America laid down from the best authorities, agreeable to the Peace of 1783

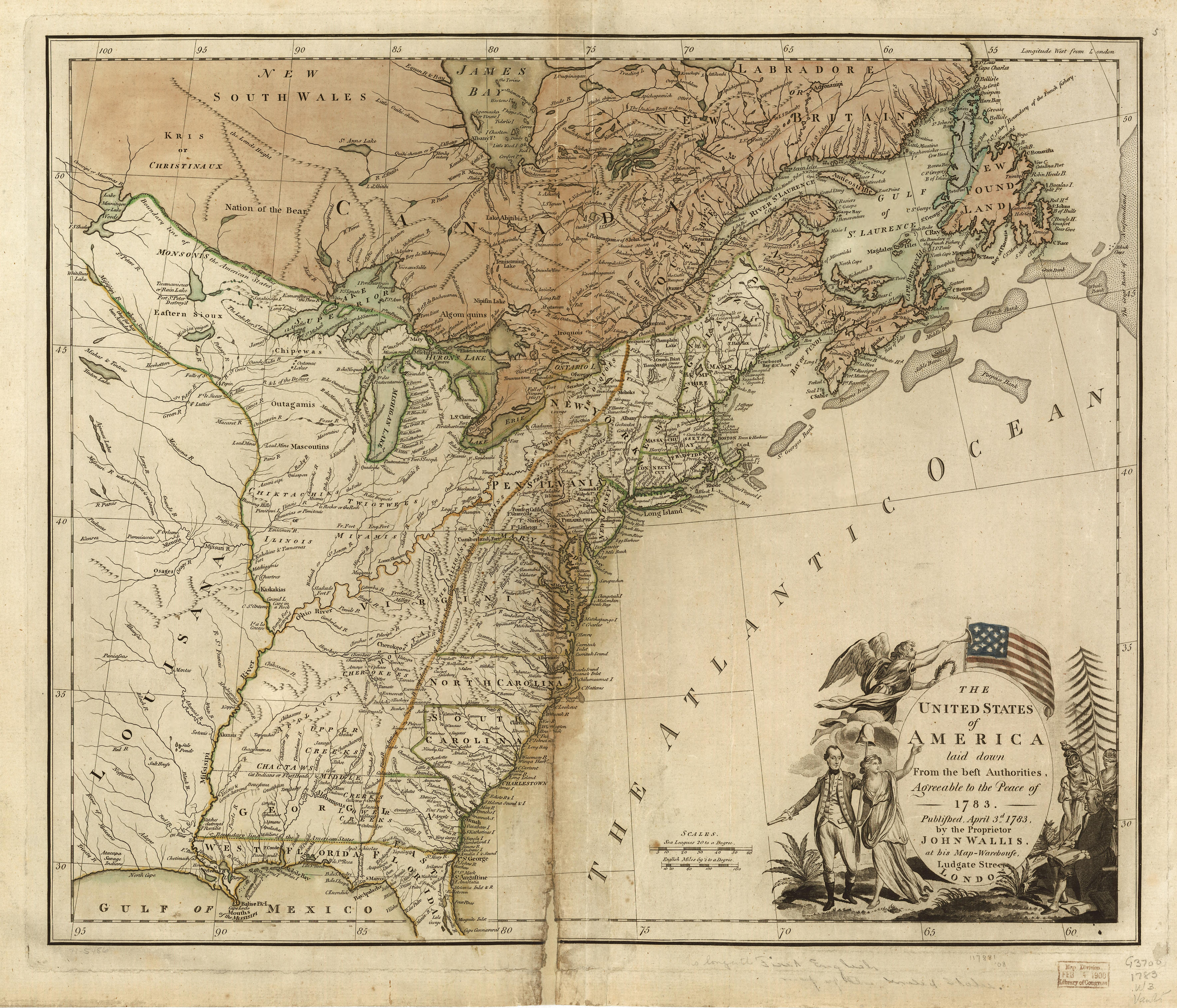
The United States of America, laid down from the best authorities, agreeable to the peace of 1783

The United States of America, laid down from the best authorities, agreeable to the peace of 1783 è una mappa storica degli Stati Uniti d'America realizzata nel XVIII secolo. Questa carta geografica rappresenta uno dei primi tentativi di delineare i confini della nuova nazione dopo la firma del Trattato di Parigi del 1783, che sancì l'indipendenza degli Stati Uniti dalla Gran Bretagna.

## Descrizione
La mappa mostra il territorio degli Stati Uniti, comprese le tredici colonie originarie, la Louisiana e parti del Canada e della Florida. Le informazioni cartografiche includono confini, città, fortificazioni, insediamenti indigeni, fiumi e rilievi costieri. Un elemento distintivo della mappa è una linea tratteggiata lungo la catena degli Appalachi, identificata come il "Boundary of the back settlements of Indian nations", che segna il limite degli insediamenti coloniali e dei territori delle nazioni indigene.
L'opera include inoltre una nota che specifica l'origine delle informazioni cartografiche, basate sulle migliori fonti disponibili dell'epoca. Alcune versioni della mappa contengono un'illustrazione decorativa con personaggi simbolici che rappresentano concetti di libertà e giustizia, tra cui Minerva (dea della saggezza e della guerra), Justitia (dea della giustizia), George Washington e Benjamin Franklin.

## Autori e pubblicazione
La mappa è stata creata da diversi cartografi nel periodo immediatamente successivo alla Guerra d'indipendenza americana. Tra i principali autori figurano:
- Osgood Carleton (1742-1816), cartografo attivo a Boston, che pubblicò una versione della mappa nel 1791[1].
- John Wallis (1745-1818), cartografo britannico, che pubblicò una versione a Londra il 3 aprile 1783, facendo della sua mappa la prima a includere la bandiera americana[2].

La versione di Wallis, in particolare, è significativa perché raffigura la neonata nazione con confini stabiliti ancora prima della firma definitiva del Trattato di Parigi.

## Caratteristiche cartografiche
- Scala: circa 1:6.336.000[2]
- Prime meridiane di riferimento: Londra[2]
- Tecnica di rilievo: rappresentazione pittorica del terreno e profondità marine indicate con sonde[1]
- Dimensioni: alcune versioni misurano circa 47 x 56 cm, con vari formati a seconda della pubblicazione[2]

## Significato storico
Questa mappa è considerata una delle prime rappresentazioni ufficiali del territorio degli Stati Uniti d'America post-indipendenza. Essa non solo riflette le conoscenze geografiche dell'epoca, ma testimonia anche l'importanza politica e simbolica dell'affermazione della nuova nazione sulle carte geografiche europee e americane.
La mappa di Wallis è particolarmente importante per il suo valore propagandistico: il cartiglio decorativo sottolinea il ruolo di Franklin e Washington nel processo di pace e introduce per la prima volta l’uso della bandiera americana in una mappa stampata nel Regno Unito.

## Conservazione e accesso
Diverse copie di questa mappa sono conservate in importanti istituzioni storiche, tra cui:
- New-York Historical Society[2]
- Library of Congress (Washington D.C.)[1]
- British Library (Londra)[2]